# Evelio de Jesús Suárez
Evelio de Jesús Suárez (ur. 22 stycznia 1961) – wenezuelski zapaśnik. Zajął 25. miejsce na mistrzostwach świata w 1995. Srebrny medal na igrzyskach panamerykańskich w 1983 i 1995 i mistrzostw panamerykańskich w 1993. Triumfator igrzysk Ameryki Południowej w 1994. Pięciokrotny medalista igrzysk igrzysk Ameryki Środkowej i Karaibów. Siedem medali na igrzyskach boliwaryjskich, złoty w 1985 i dwa złote w 1981 i 1993.